# Championnat d'Angleterre de football 1947-1948
Navigation
Édition précédente Édition suivante
La 49e saison du Championnat d'Angleterre de football est remporté par Arsenal FC. C'est son sixième titre de champion, il rejoint ainsi Aston Villa et Sunderland AFC.
Manchester United est deuxième. Burnley FC complète le podium.
Le système de promotion/relégation reste en place : descente et montée automatique, sans matchs de barrage pour les deux derniers de première division et les deux premiers de deuxième division. Blackburn Rovers et Grimsby Town descendent en deuxième division. Ils sont remplacés pour la saison 1948/49 par Birmingham City et Newcastle United.
Le meilleur buteur est Ronnie Rooke d'Arsenal FC avec 33 buts inscrits.

## Classement
Le classement est établi sur le barème de points classique (victoire à 2 points, match nul à 1, défaite à 0).
| Rang | Équipe                  | Pts | J  | G  | N  | P  | Bp | Bc  | Diff |
| ---- | ----------------------- | --- | -- | -- | -- | -- | -- | --- | ---- |
| 1    | Arsenal FC              | 59  | 42 | 23 | 13 | 6  | 81 | 32  | +49  |
| 2    | Manchester United       | 52  | 42 | 19 | 14 | 9  | 81 | 48  | +33  |
| 3    | Burnley FC P            | 52  | 42 | 20 | 12 | 10 | 56 | 43  | +13  |
| 4    | Derby County            | 50  | 42 | 19 | 12 | 11 | 77 | 57  | +20  |
| 5    | Wolverhampton Wanderers | 47  | 42 | 19 | 9  | 14 | 83 | 70  | +13  |
| 6    | Aston Villa             | 47  | 42 | 19 | 9  | 14 | 65 | 57  | +8   |
| 7    | Preston North End       | 47  | 42 | 20 | 7  | 15 | 67 | 68  | -1   |
| 8    | Portsmouth FC           | 45  | 42 | 19 | 7  | 16 | 68 | 50  | +18  |
| 9    | Blackpool FC            | 44  | 42 | 17 | 10 | 15 | 57 | 41  | +16  |
| 10   | Manchester City P       | 42  | 42 | 15 | 12 | 15 | 52 | 47  | +5   |
| 11   | Liverpool FC T          | 42  | 42 | 16 | 10 | 16 | 65 | 61  | +4   |
| 12   | Sheffield United        | 42  | 42 | 16 | 10 | 16 | 65 | 70  | -5   |
| 13   | Charlton Athletic       | 40  | 42 | 17 | 6  | 19 | 57 | 66  | -9   |
| 14   | Everton FC              | 40  | 42 | 17 | 6  | 19 | 52 | 66  | -14  |
| 15   | Stoke City              | 38  | 42 | 14 | 10 | 18 | 41 | 55  | -14  |
| 16   | Middlesbrough FC        | 37  | 42 | 14 | 9  | 19 | 71 | 73  | -2   |
| 17   | Bolton Wanderers        | 37  | 42 | 16 | 5  | 22 | 46 | 58  | -12  |
| 18   | Chelsea FC              | 37  | 42 | 14 | 9  | 19 | 53 | 71  | -18  |
| 19   | Huddersfield Town       | 36  | 42 | 12 | 12 | 18 | 51 | 60  | -9   |
| 20   | Sunderland AFC          | 36  | 42 | 13 | 10 | 19 | 56 | 67  | -11  |
| 21   | Blackburn Rovers        | 32  | 42 | 11 | 10 | 21 | 54 | 72  | -18  |
| 22   | Grimsby Town            | 22  | 42 | 8  | 6  | 28 | 45 | 111 | -66  |

|  | Champion d'Angleterre |
|  | Relégation            |

## Bilan de la saison
| Tableau d'Honneur                    |                   |
| Compétition                          | Vainqueur         |
| Championnat d'Angleterre de football | Arsenal FC        |
| Coupe d'Angleterre de football       | Manchester United |
| Charity Shield                       | Charlton Athletic |

| Promotions et relégations |                                  |
| Promus                    | Birmingham City Newcastle United |
| Relégués                  | Blackburn Rovers Grimsby Town    |

## Statistiques

### Meilleur buteur
- Ronnie Rooke, Arsenal FC, 33 buts